# Glienicke/Nordbahn
Glienicke/Nordbahn – gmina w powiecie Oberhavel, w kraju związkowym Brandenburgia, w Niemczech. Położona jest na północ od Berlina.

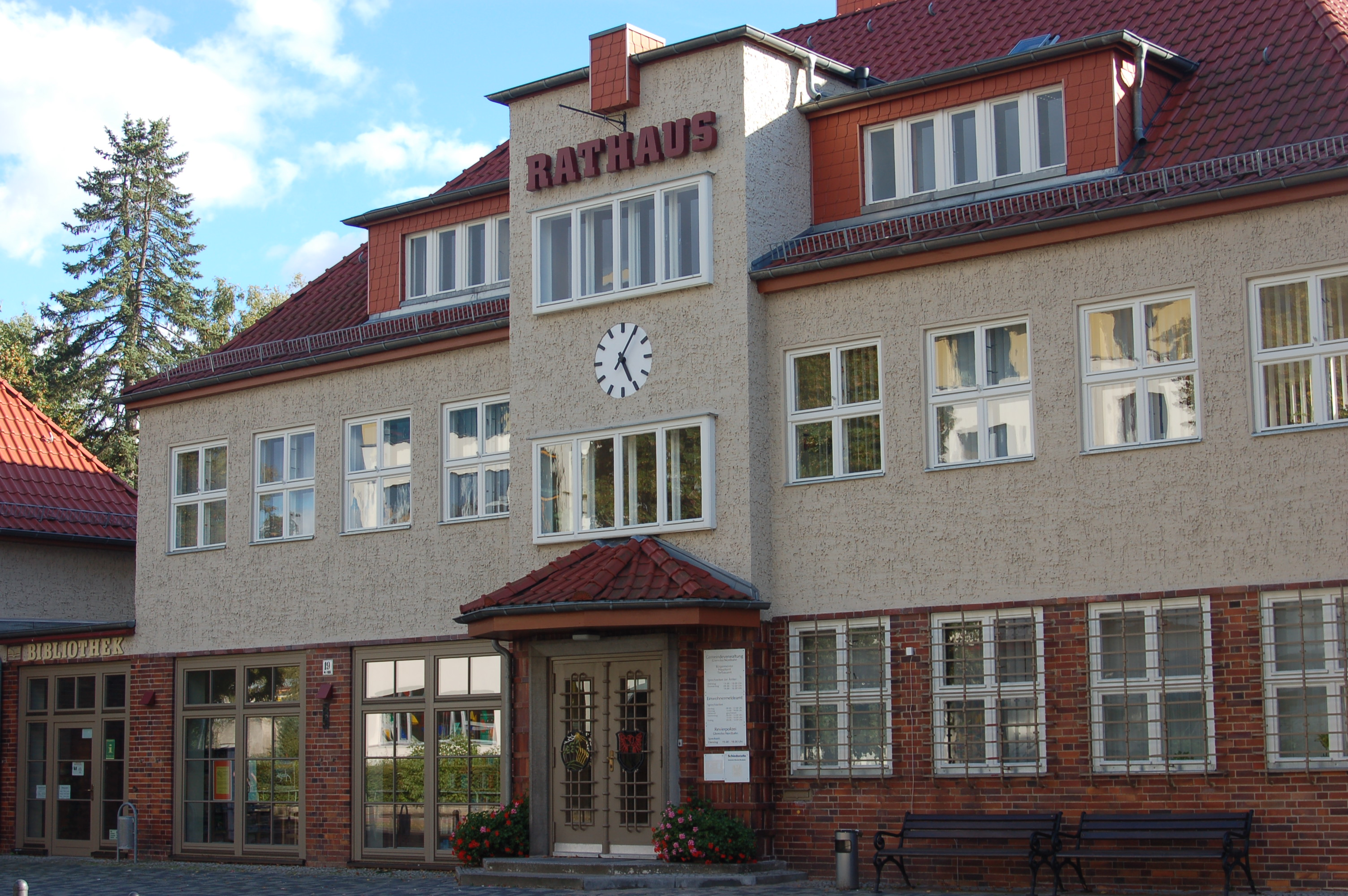
Ratusz